# 청춘을 이야기 합시다
『청춘을 이야기 합시다』는 1976년에 개봉한 대한민국의 영화이다.

## 캐스팅
- 김희라: 하정수 역
- 최민희: 순아 역
- 이덕화: 석구 역
- 박암: 고부장 역
- 전숙: 여소장 역
- 김웅: 민사장 역
- 김지영: 오여사 역
- 노기혁
- 이동수
- 김승남
- 문옥희

## 스탭
- 기획: 최춘지
- 각본: 유동훈
- 촬영: 정운교
- 조명: 손영철
- 음악: 정민섭
- 편집: 장현수
- 녹음: 김성찬 (한양스튜디오)
- 효과: 최형래
- 소품: 나정흠
- 스칠: 김병옥
- 현상: 한국천연색상현상소
- 감독보: 김정현
- 촬영보: 윤종두
- 조명보: 송문섭
- 제작부장: 신승호
- 제작: 주동진
- 감독: 김응천

## 주제가
『친구사이』
작사: 장세훈/작곡: 정민섭/노래: 김세환, 김인순